# Danielle Casanova (cruise-ferry)
Pour les articles homonymes, voir Danielle Casanova (homonymie).
Le Danielle Casanova est un cruise-ferry de la compagnie française Corsica Linea. Construit aux chantiers Fincantieri d'Ancône entre 2001 et 2002 pour la Société nationale maritime Corse-Méditerranée (SNCM), il était initialement nommé Méditerranée mais a finalement été baptisé du nom de Danielle Casanova, militante communiste et résistante corse morte en déportation à Auschwitz en 1943. Mis en service en juillet 2002 sur les liaisons entre le continent français et la Corse, il assure également des traversées vers le Maghreb et la Sardaigne. Transféré en 2016 au sein de Corsica Linea après la liquidation de la SNCM, il est désormais principalement affecté aux lignes internationales entre Marseille, la Tunisie et l'Algérie et dessert parfois la Corse de manière occasionnelle.

## Histoire

### Origines
Au tournant des années 2000, les liaisons internationales de la Société nationale maritime Corse-Méditerranée (SNCM) entre la France, l'Algérie et la Tunisie sont principalement assurées par les car-ferries Liberté et Napoléon. Si le premier, mis en service en 1980 et transformé en 1991, affiche toujours des performances satisfaisantes bien que vieillissant, le second, vétéran des lignes de la Corse entré en exploitation en 1976, souffre quant à lui de sa conception ancienne inadaptée à ce genre d'utilisation. Dans un contexte où les compagnies nationales algérienne et tunisienne ont équipé leurs flottes de constructions neuves avec tout d'abord le Tariq Ibn Ziyad pour l'ENTMV en 1995, puis le Carthage pour la compagnie tunisienne de navigation (CTN) en 1999, il apparaît que la flotte française exploitée sur l'Afrique du Nord doit être renouvelée. À la suite de réunions mises en place par le ministre des Transports, Jean-Claude Gayssot, en présence de la direction, des instances de l'État et de responsables syndicaux, le remplacement du Napoléon et le Liberté est définitivement acté. Ainsi, avec l'aval de l'Office des transports de la Corse (OTC), il est prévu dans un premier temps que le Danielle Casanova soit transféré sur les lignes du Maghreb en remplacement du Napoléon et qu'un navire neuf ou d'occasion entre en flotte pour lui succéder sur la Corse. En l'absence de navire correspondant aux besoins de la SNCM sur le marché de l'occasion, c'est la première option qui sera retenue. Une fois l'accord des instances de l'État obtenu et le cahier des charges défini par l'OTC, un appel d'offres international est lancé en octobre 1999.
En attendant, les différents groupes de travail s'affairent à la définition des caractéristiques de ce futur navire. Les études aboutissent ainsi à un cruise-ferry d'une capacité d'environ 2 200 passagers et 700 véhicules affichant des dimensions et une apparence similaires au Napoléon Bonaparte, ce qui permettrait d'harmoniser la desserte de l'île au standard du cruise-ferry. Bien que grandement inspiré par ce dernier, le futur navire arborera toutefois une conception plus économique avec tout particulièrement une architecture générale articulée autour d'une cheminée centrale unique, au lieu des deux cheminées latérales de son aîné, permettant notamment d'étendre le garage sur toute la largeur du navire. Hormis ce détail, l'apparence extérieure reprend globalement les principaux éléments de celle de son prédécesseur avec la grande passerelle panoramique, les embarcations de sauvetage intégrées dans le bordé de la coque et surtout les importantes surfaces vitrées ouvrant sur la mer une grande partie des aménagements intérieurs. Malgré ces similitudes, d'autres différences avec le Napoléon Bonaparte apparaissent toutefois, parmi les plus notables figurent la position de la piscine désormais située à l'extérieur au niveau de la plage arrière, l'absence du bar panoramique et le bar-spectacle avant dépourvu de mezzanine.
L'appel d'offres international aboutira à la commande du navire le 23 mars 2000 auprès du constructeur italien Fincantieri. Il s'agit là de la première commande d'un navire de la SNCM passée au sein d'un chantier naval étranger, les Chantiers de l'Atlantique de Saint-Nazaire n'ayant pu répondre à l'appel d'offres en raison d'un planning incompatible avec le délai demandé par la compagnie. Après avoir envisagé une dotation en capital de la part de l'État pour le financement du projet, la direction décide finalement d'avoir recours à un groupement d'intérêt économique (GIE) fiscal. Cette solution, encouragée par l'État, permet alors à la compagnie de retirer certains avantages fiscaux.

### Construction
La construction du nouveau cruise-ferry commence le 28 février 2001 à Ancône avec la mise sur cale du premier bloc, suivi neuf mois plus tard de la mise à l'eau, le 28 novembre. S'agissant du nom du navire, les instances corses proposeront de baptiser celui-ci Pascal Paoli, mais le nom retenu sera finalement Méditerranée. Au même moment cependant, une controverse verra le jour en Corse et dans les milieux associatifs de résistants après l'annonce du transfert du Danielle Casanova sur la desserte du Maghreb, les associations tenant en effet à ce que le nom de la résistante soit toujours présent sur la Corse. Face à l'indignation, il sera finalement décidé d'intervertir les noms de l'ancien et du nouveau navire. C'est ainsi qu'au mois d'avril 2002, durant les travaux de finition, le Méditerranée devient le Danielle Casanova,. Ces travaux de finitions s'étaleront sur environ sept mois à l'issue desquels la SNCM réceptionne son nouveau cruise-ferry avec du retard, le 26 juin 2002.

### Service

#### SNCM (2002-2016)

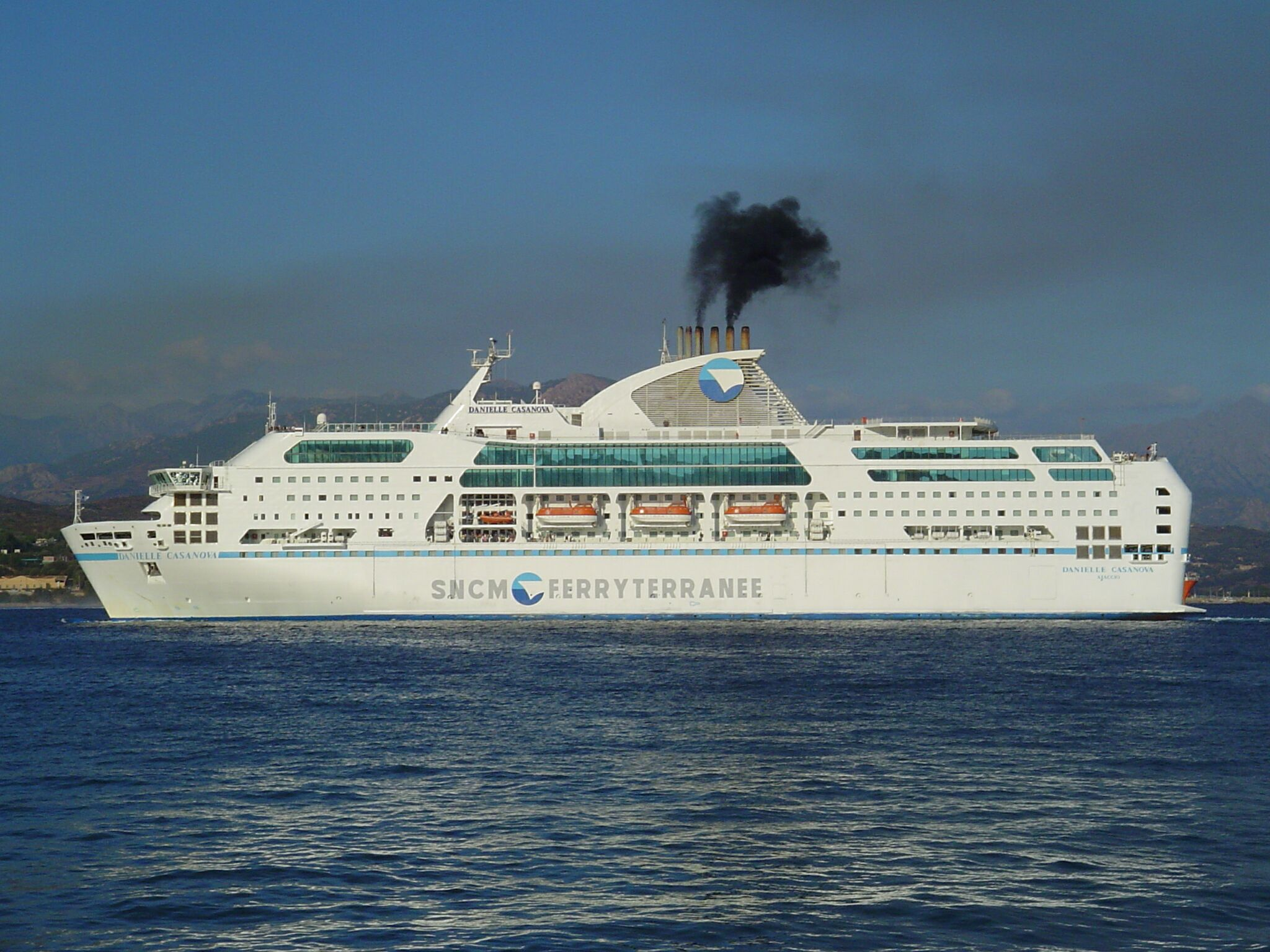
Le Danielle Casanova arborant la livrée « SNCM Ferryterranée » au début de sa carrière.

Le 29 juin 2002, le Danielle Casanova quitte Ancône pour rejoindre Marseille. En raison d'un retard pris dans les travaux de finition, le cruise-ferry a été livré à la SNCM alors que ceux-ci n'étaient pas encore totalement achevés, et ce dans l'urgence pour la compagnie de disposer de son nouveau navire avant le début de la saison estivale. Ainsi, les finitions des aménagements intérieurs vont être réalisées durant le convoyage par des ouvriers des chantiers embarqués à bord. Ceci s'avèrera toutefois insuffisant et le nombre restant d'interventions à effectuer aura pour conséquence le report du départ de son voyage inaugural qui était prévu pour le 2 juillet entre Marseille et Bastia. Au cours du convoyage également, les diverses aptitudes du navire sont testées et les impressions feront état d'une excellente tenue de mer. Le 1er juillet 2002 vers 9h00, le Danielle Casanova arrive pour la première fois à Marseille en arborant le grand pavois et vient s'amarrer au poste 76, escorté par un bateau pompe et salué par les coups de sirène du Méditerranée, du Paglia Orba et du Monte d'Oro. Quelques jours plus tard, le 5 juillet, le Danielle Casanova quitte Marseille à 21h50 pour sa première traversée commerciale à destination d'Ajaccio sous les ordres du commandant Oberlin. Arrivé le lendemain à 6h43, il est présenté à la presse avant d'appareiller de la cité impériale à 9h40 pour son voyage retour vers Marseille.
Positionné en remplacement de l'ancien Danielle Casanova sur les liaisons reliant le continent et la Corse, il assure alors à titre principal la desserte des ports d'Ajaccio et de Bastia, essentiellement au départ de Marseille mais également de Toulon et effectue aussi des rotations sur Porto Torres, en Sardaigne. À l'instar du Napoléon Bonaparte, il va aussi être utilisé dans le cadre de séminaires ainsi que de mini-croisières vers l'Espagne ou l'Italie et être affrété pour des évènements particuliers comme en octobre 2002, à l'issue de sa première saison estivale où il assure le convoyage de 1 400 pèlerins à Rome.
En raison du retard intervenu dans sa livraison, le baptême du navire avait été reporté au 9 septembre 2002, après la saison d'été. Il devait être béni par Mgr André Lacrampe, évêque d'Ajaccio, le jour de l'anniversaire de la libération de l'île, et sa marraine devait être l'actrice Marie-José Nat. Cependant, en raison de menaces de blocage par les marins de la CGT, la cérémonie sera annulée. Le 15 novembre, le Danielle Casanova rejoint les chantiers Fincantieri de Gênes dans le cadre d'un arrêt technique de garantie au cours duquel les problèmes de finitions qui subsistaient depuis la mise en service du navire sont corrigés.
Le 1er juillet 2003, alors que le navire réalise sa manœuvre d'accostage dans le port de Marseille par vent d'Ouest d'environ 15 nœuds, les rafales atteignent brusquement les 30 nœuds, forçant l'équipage à effectuer une manœuvre afin d'éviter une éventuelle collision avec les infrastructures ou l'un des navires amarrés à proximité. À cet effet, l'ancre bâbord est mouillée, ce qui n'empêche cependant pas le navire de continuer sur son erre et de venir légèrement heurter avec son bulbe d'étrave le ponton Cassiopée, ce qui provoque la rupture de l'une de ses amarres et le fait s'écarter du quai alors qu'a lieu à ce moment-là l'embarquement des véhicules à bord du Paglia Orba. Le commandant du cargo ainsi qu'une voiture avec deux passagers chutent dans les eaux du port. Si l'officier et le conducteur parviennent à être rapidement secourus, la passagère meurt à l'intérieur du véhicule malgré l'intervention de deux personnes ayant sauté à l'eau.
Si à sa mise en service, le Danielle Casanova n'était affecté qu'à la desserte de la Corse, la SNCM va toutefois employer le navire sur les lignes à destination du Maghreb de manière occasionnelle à compter des années suivantes. Ainsi, il n'était pas rare à cette époque de croiser le cruise-ferry à Tunis ou Alger ainsi que d'autres ports algériens tels que Béjaïa. C'est par ailleurs dans ce contexte que le 5 janvier 2004, le Danielle Casanova accompagne la reprise de l'exploitation par la SNCM de la liaison Marseille - Oran, avec la première arrivée du navire à 11h50 le 6 janvier.
Dans la nuit du 6 au 7 août 2004, alors que le cruise-ferry effectue une traversée entre Toulon et Ajaccio, un membre d'équipage tombe à la mer. Prévenu, l'officier de quart à la passerelle envoie immédiatement un signal de détresse auquel répondent le Girolata de la CMN, le Monte d'Oro de la SNCM, le Mega Express Two de Corsica Ferries, le qatari Ibn Al Fujaa ainsi que le paquebot Brilliance of the Seas qui se déroutent pour participer aux recherches. Deux hélicoptères se rendent également sur place, un Dauphin dans un premier temps, puis un Super Frelon venu le remplacer. Le marin sera finalement repéré vivant à l'aube par plusieurs veilleurs du Danielle Casanova postés au pont 6 après avoir passé plus de trois heures dans l'eau. Il est alors secouru par le Super Frelon.

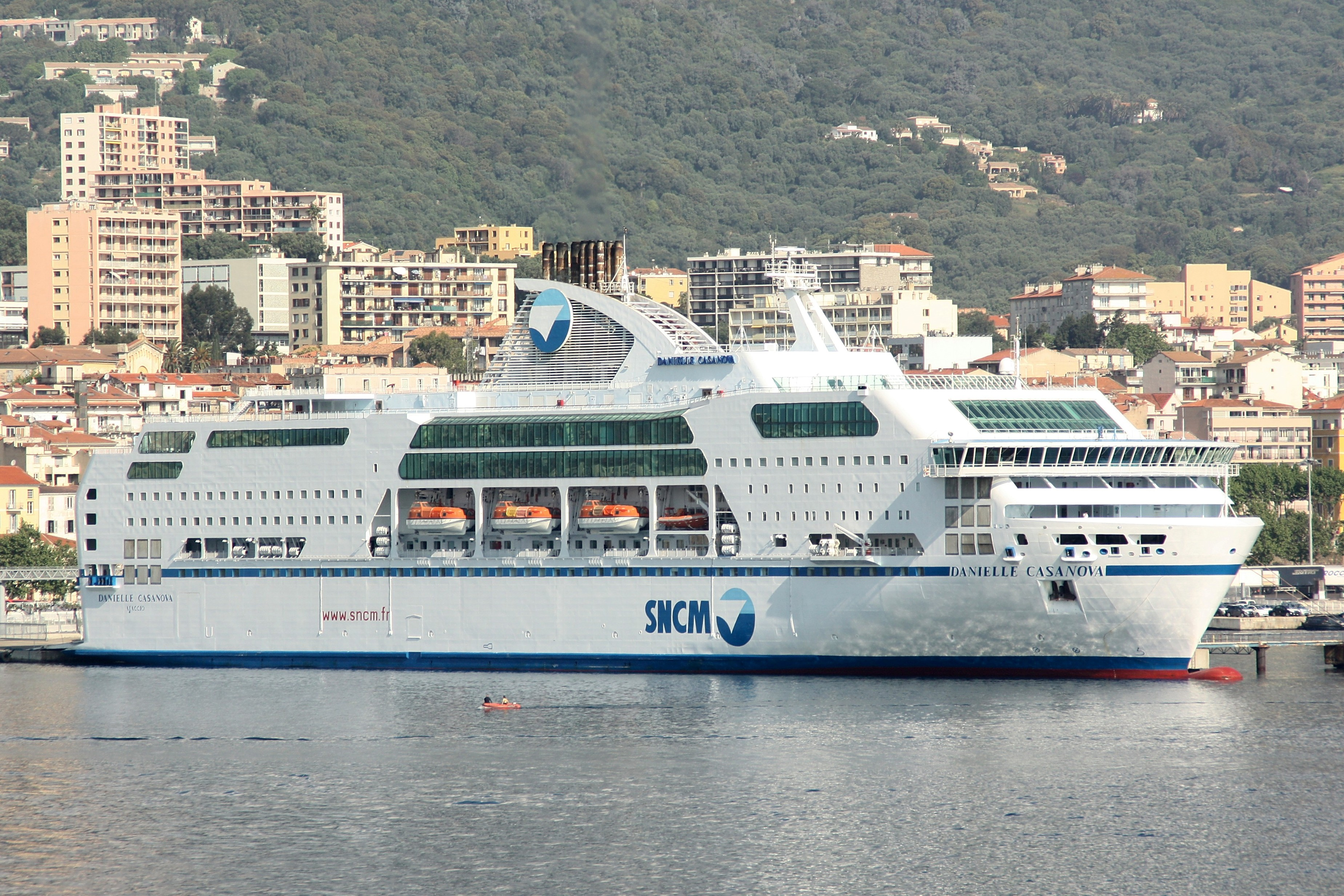
Le Danielle Casanova dans le port d'Ajaccio en 2011.

Depuis 2003 et l'inauguration du cargo mixte Pascal Paoli, la SNCM avait adopté une nouvelle identité visuelle se traduisant par l'abandon de la marque commerciale « SNCM Ferryterranée » mise en place dans les années 1990 et une légère modification de la livrée des navires. Dernier navire à avoir arboré la livrée Ferryterranée à sa sortie des chantiers, le Danielle Casanova est repeint aux nouvelles couleurs de la SNCM durant son arrêt technique du 6 mars au 7 avril 2006, à l'instar des autres navires de la flotte. Parmi les changements notables figurent l'utilisation d'un bleu plus foncé pour la bande et les inscriptions sur la coque ainsi que le retrait de la marque « Ferryterranée » au profit de la seule inscription « SNCM » qui est déplacée vers l'avant du navire.
À la fin de l'année 2013, la SNCM est épinglée par la Commission européenne et condamnée à rembourser la somme de 220 millions d'euros d'aides publiques jugées illégales et perçues dans le cadre d'un service complémentaire assuré par le Napoléon Bonaparte et le Danielle Casanova. Ce contexte va alors faire peser des incertitudes sur le futur de la compagnie pour les mois à venir. Le 24 juin 2014, le navire est bloqué à Marseille en raison d'un mouvement de grève des marins de la SNCM. Tout au long de celui-ci, les réunions des grévistes prennent place à bord au bar-spectacle l’Alhambra. C'est ici que la fin du mouvement est décidée, le 11 juillet. Durant la saison estivale le Danielle Casanova va connaître une utilisation légèrement différente de celle des années précédentes et effectuera en plus de la Corse les traversées à destination de la Tunisie à raison d'une rotation hebdomadaire. C'est également cet été-là qu'il effectue sa première et dernière escale à Porto-Vecchio sous les couleurs de la SNCM, le 13 août.
Le 28 novembre 2014, les difficultés rencontrées par la SNCM conduisent à son placement en redressement judiciaire par le tribunal de commerce de Marseille. La situation préoccupante de l'armateur entraîne l'annulation de la croisière du réveillon de la Saint-Sylvestre qui devait être célébré à bord du Danielle Casanova. En janvier 2015, la compagnie se voit dans l'incapacité de financer l'arrêt technique du navire. Ne pouvant naviguer dans ces conditions, le fleuron est désarmé et mis en hivernage à la digue du large. Des rumeurs sur les intentions de la SNCM visant à céder le Danielle Casanova circulent un temps sans que la compagnie ne confirme ce fait. En dépit de la situation, le cruise-ferry sera finalement réarmé en prévision de la saison estivale. Remis en état au mois de mai, il se voit même installer des portes étanches au pont garage n°3. Cependant, certains objets de décoration présents à bord sont vendus et des vitres du solarium présent sur le pont 11 sont retirées. Le Danielle Casanova reprend son service au mois de juin, principalement employé entre Marseille et la Tunisie, sa présence sur la Corse est drastiquement réduite avec seulement dix-sept escales programmées sur l'île de beauté à Ajaccio, Bastia et Propriano effectuées uniquement en fin de semaine entre mi-juillet et début septembre.
À l'issue de cette dernière saison estivale, les séances au tribunal de commerce visant à désigner un repreneur à la SNCM débutent. Ce feuilleton juridique aboutit finalement le 20 novembre à la reprise de l'ancienne compagnie publique par le groupe Rocca. Après la dissolution de la SNCM le 5 janvier 2016, les actifs deviennent la propriété de la nouvelle société Maritime Corse Méditerranée (MCM).

#### Corsica Linea (depuis 2016)
À l'instar des autres navires issus de la flotte de la SNCM, le Danielle Casanova est transféré début 2016 au sein d'une entité commerciale baptisée Maritima Ferries. Le navire n'arborera cependant jamais les couleurs de cette marque commerciale puisqu'au mois d'avril, le groupe Rocca accepte de vendre la MCM à Corsica Maritima, consortium d'entreprises corses candidat à la reprise de la SNCM dont l'offre n'avait pas été retenue par le tribunal. À l'occasion, Maritima Ferries devient Corsica Linea. Afin de garantir le financement de la nouvelle compagnie une fiducie sur le Danielle Casanova et le Pascal Paoli est signée le 13 mai avec la société Robin de Malet Fiduciaire. Ce même jour, le cruise-ferry quitte Marseille dans la soirée pour rejoindre la Tunisie pour y effectuer son arrêt technique aux chantiers CMRT de Bizerte. Au cours de celui-ci, le navire est mis aux nouvelles couleurs de Corsica Linea. Ainsi, sa coque est repeinte en rouge et les logos de la compagnie sont peints en blanc à la proue et sur la cheminée et sur la rampe arrière tribord. D'autres travaux sont effectués tels que la rénovation des machines ainsi que des stabilisateurs et des propulseurs d'étrave. Au total, près de trois millions d'euros sont investis. À l'issue de l'arrêt technique, le navire regagne la France et arrive à Marseille sous ses nouvelles couleurs le 15 juin avant de reprendre son service commercial le 22 juin. Principalement affecté sur la desserte de la Tunisie durant la saison estivale, il devait également effectuer 56 rotations sur la Corse qui seront cependant déprogrammées. Le navire assurera néanmoins deux traversées vers l'île, l'une à destination de Bastia le 7 août et l'autre vers Ajaccio le 13 août.

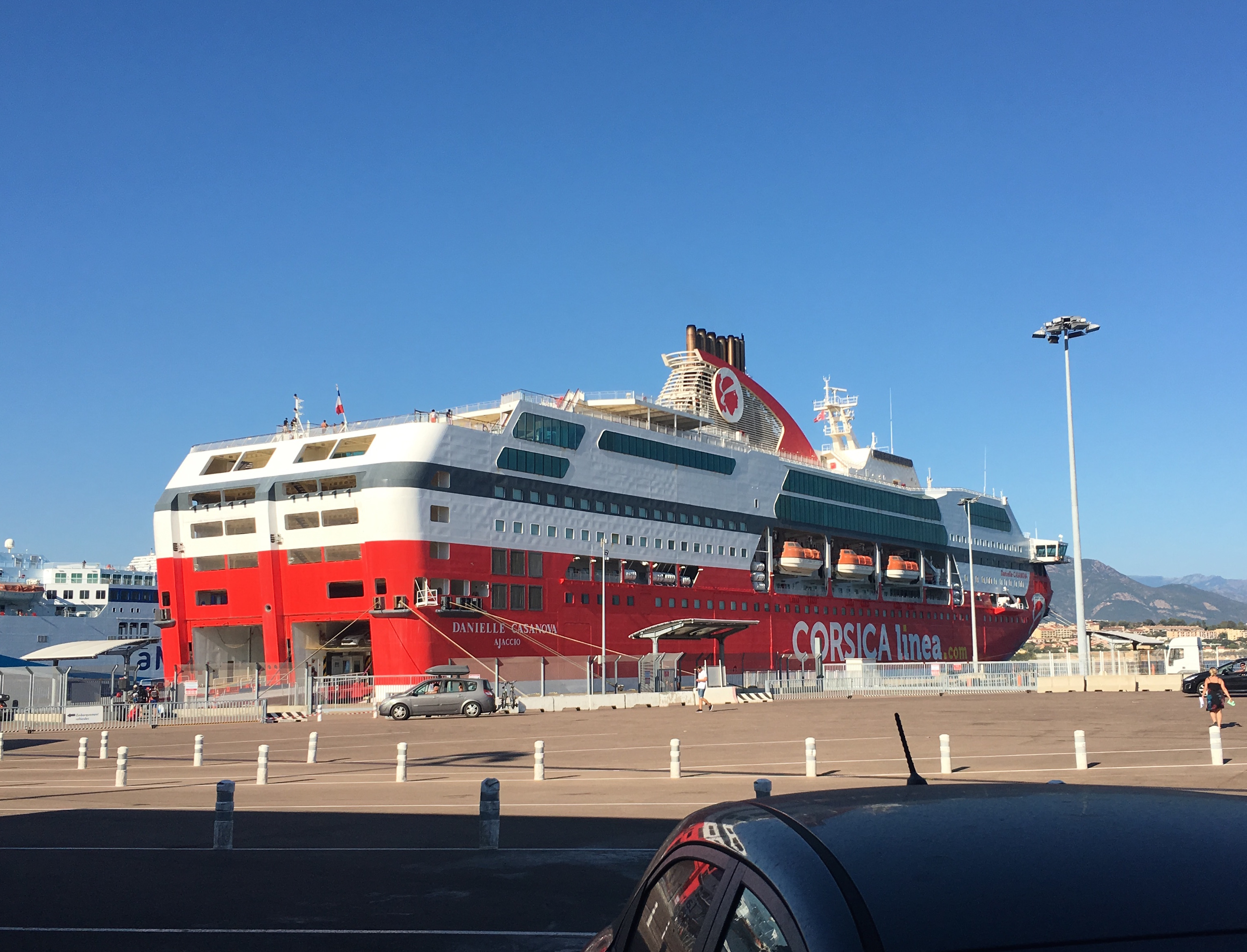
Le Danielle Casanova à Ajaccio en juillet 2017.

Pour l'année 2017, Corsica Linea envisage d'intensifier la présence du cruise-ferry sur la desserte de la Corse, et ce dès le mois de février avec une rotation par semaine vers Bastia ou Ajaccio et trois allers-retours par semaine durant la saison. Cependant, cette programmation ne verra jamais le jour et seuls huit allers-retours vers Ajaccio seront effectués de mi-juillet à fin août en sus de son affectation principale vers Tunis. En dehors de ce cadre le navire visitera la Corse à plusieurs reprises comme le 9 et le 15 avril où il réalisera deux traversées exceptionnelles entre Marseille et Porto-Vecchio afin de pallier l'indisponibilité du Paglia Orba immobilisé pour raisons techniques. Il sera également employé au début du mois de mai pour transporter vers Ajaccio des véhicules destinés à la location pour la saison estivale. Ce même mois, le Danielle Casanova est spécialement affrété pour transporter la caravane de l'évènement cycliste Explore Corsica organisé par Amaury Sport Organisation et parrainé par la journaliste Nathalie Simon. Certaines célébrités du monde cycliste participent à cet évènement, notamment Cadel Evans, vainqueur du Tour de France 2011. Le navire quitte Marseille le 24 mai à 21h00 et arrive à Bastia le lendemain à 7h00. Une fois la 1re étape terminée, le cruise-ferry quitte Bastia à 23h00 et fait route vers Porto-Vecchio. Le navire reste alors une nuit à quai avant d'appareiller pour Propriano le 27 mai à 9h00. Le cap est ensuite mis sur L'Île-Rousse pour débarquer les participants puis vers Bastia afin de les récupérer au terme de la dernière étape de l'évènement qui se clôture le 29 mai à 8h00 avec l'arrivée du Danielle Casanova à Marseille.
Tout au long du printemps 2018, en plus de la desserte du Maghreb, le Danielle Casanova est à plusieurs reprises utilisé à des fins exceptionnelles. Le 29 mars, le cruise-ferry quitte Marseille dans la soirée pour rejoindre Porto-Vecchio afin d'y débarquer 500 véhicules de location pour le garage Renault de Figari. Le navire rejoindra de nouveau la cité du sel le 11 mai dans le cadre d'un séminaire de l'entreprise de diagnostic immobilier AC Environnement. Le 18 mai, il effectue une traversée exceptionnelle entre Marseille et L'Île-Rousse en remplacement du Monte d'Oro, immobilisé. Du 8 au 11 juin, le navire transporte de nouveau la caravane d‘Explore Corsica entre Marseille, L'Île-Rousse, Porto-Vecchio, Propriano et Ajaccio. Enfin, le 19 juin, le Danielle Casanova est le théâtre d'un évènement particulier puisque la créatrice de mode Christelle Kocher le choisit pour organiser le défilé de sa marque Koché. La promenade du pont 11 est convertie pour l'occasion en podium autour duquel se rassemblent plus de 800 personnes,.
Durant la saison estivale, il se partage de nouveau entre la desserte de la Tunisie et de la Corse. En plus des traversées de nuit supplémentaires vers Ajaccio, il assure désormais un aller-retour par semaine vers Bastia en traversée de nuit mais aussi de jour. À l'issue de la saison, le Danielle Casanova continue de desservir Tunis et Alger jusqu'en automne. Il est ensuite désarmé pour l'hiver et remplacé par le Vizzavona.
Au cours de son arrêt technique effectué à Marseille entre mars et avril 2019, le navire se voit doté du dispositif Energo Profin. Installée sur le Pascal Paoli l'année précédente, ces petites hélices, fixées aux extrémités des grandes, permettent de réduire le flux d'eau envoyé sur les safrans, faisant baisser de 2 à 3% la consommation du carburant, réduisant ainsi les émissions de dioxyde de carbone. Le Danielle Casanova reprend par la suite son service en mai. En plus de ses traversées vers le Maghreb, le cruise-ferry connaîtra différentes utilisations au cours du mois. Du 20 au 22 mai, il est affrété pour une croisière spéciale à destination d'Ajaccio organisée par la compagnie d'assurances Suravenir à l'occasion de ses 35 ans. Le 23 mai, il accueille une fois de plus à Marseille l'évènement pédagogique Mer en Fête qui s'était déjà déroulé plusieurs fois à bord par le passé. Enfin, le 31 mai, il est utilisé pour acheminer 700 véhicules de location à Barcelone.
À compter de la saison 2019, Corsica Linea prend la décision de ne plus employer le Danielle Casanova sur la Corse durant les périodes estivales. Le navire est ainsi exclusivement affecté sur la Tunisie à raison de trois allers-retours par semaine. Les rotations commerciales du cruise-ferry sur les lignes de la Corse deviennent désormais occasionnelles, se limitant au remplacement des navires mixtes durant les périodes d'arrêt techniques en avant et après saison, comme à la fin de l'année 2019 où il a notamment été positionné durant plusieurs mois sur la desserte de L'Île-Rousse.
En janvier 2020, un mouvement social de la CGT des marins de La Méridionale perturbe les services de Corsica Linea entre Marseille et la Corse. En conséquence, le Danielle Casanova effectue plusieurs traversées entre Toulon, Ajaccio et Propriano du 11 au 14 janvier afin de transporter les passagers impactés par le conflit. Il est ensuite immobilisé à Propriano jusqu'au 31 janvier avant de reprendre ses traversées vers la Corse et l'Algérie. Le navire sera cependant une nouvelle fois immobilisé du 18 mars au 31 mai en raison des restrictions liées à la pandémie de Covid-19 touchant la France et entraînant la suspension du transport des passagers sur les liaisons de Corsica Linea. Devant le rétablissement progressif de la situation, le Danielle Casanova est utilisé pour des opérations de rapatriement des ressortissants français bloqués en Algérie et en Tunisie depuis le début de l'épidémie. Après un passage en cale sèche, le navire quitte Marseille le 31 mai à destination d'Alger. Il effectue son premier voyage vers Marseille avec à son bord 1 000 personnes. Il effectuera ensuite dans ce même cadre une traversée entre Tunis et Marseille du 4 au 5 juin, permettant le rapatriement de 1 000 passagers et 263 véhicules. Il réalisera par la suite deux autres traversées entre Alger et Marseille le 7 et le 9 juin et une depuis Tunis le 11 juin, transportant à chaque fois environ 1 000 personnes et 600 véhicules. Le navire reprendra finalement ses rotations estivales régulières vers la Tunisie le 26 juin.

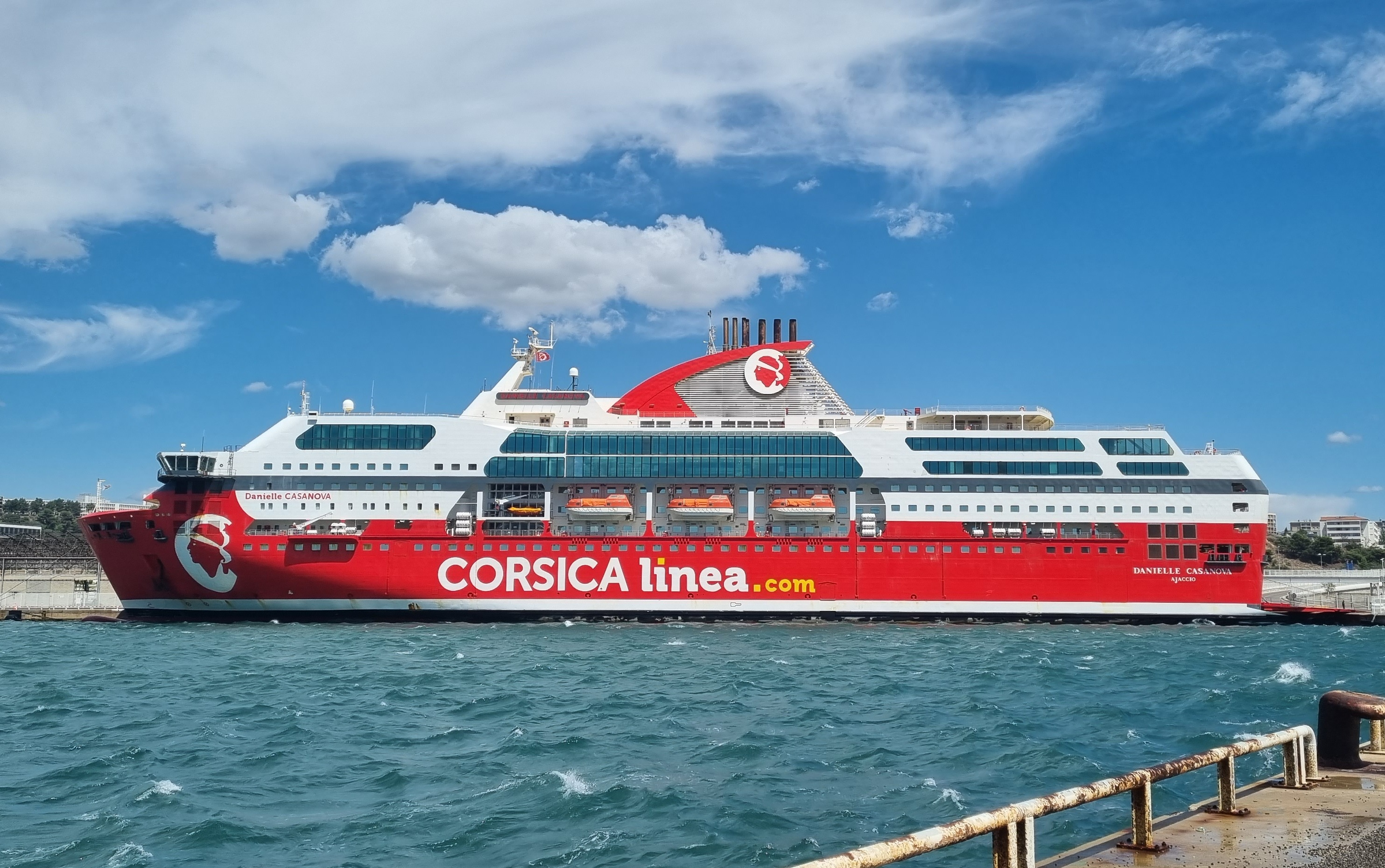
Le Danielle Casanova à Marseille en 2023.

Le 6 juillet, quatre membres de l'équipage suspectés d'être contaminés par le Covid-19 sont immédiatement débarqués et soumis à des tests, réalisés à IHU Méditerranée, qui se révéleront positifs. À l'issue des résultats, les 110 membres d'équipage du navire sont ensuite testés dans les jours suivants, ce qui aboutira à la confirmation de 16 cas positifs. Par mesure de précaution, le Danielle Casanova est immobilisé dès son retour à Marseille le 10 juillet et inspecté par le bataillon de marins-pompiers de Marseille qui ne décèle cependant aucune trace du virus à bord. Avec l'aval des autorités tunisiennes, il reprend la mer le 20 juillet.
À l'issue de la saison estivale, en raison du faible nombre de passagers voyageant vers la Tunisie, le navire est immobilisé à compter du 7 septembre et les traversées qu'il devait effectuer en automne et en hiver sont annulées. Le Danielle Casanova ne reprendra son service régulier vers la Tunisie que le 18 juin 2021 après avoir effectué plusieurs escales à Ajaccio et Bastia entre la fin du mois de mai et le début du mois de juin afin d'acheminer des véhicules destinés à la location en Corse. Le 9 novembre, il accompagne la reprise du trafic de Corsica Linea entre la France et l'Algérie, rétabli après plus de dix-huit mois de fermeture.
En décembre 2024, alors que le Danielle Casanova est désarmé pour la basse saison, Corsica Linea le met à la disposition des autorités françaises dans le cadre de la venue du Pape François en Corse. À cet effet, le navire quitte Marseille le 11 décembre avec un contingent de 700 gendarmes destinés à assurer la sécurité de l'évènement. Arrivé à Ajaccio le lendemain, il reste stationné sur place durant cinq jours afin d'héberger les effectifs des forces de l'ordre. À l'arrivée du souverain pontife le 15 décembre, le grand pavois est hissé pour l'occasion. Le 16 décembre dans la matinée, le cruise-ferry quitte la Corse et poursuit dans un premier temps son hivernage à Marseille avant de remplacer le Jean Nicoli à partir de janvier sur les lignes d'Alger, Béjaïa et Tunis. Lorsque celui-ci reprend du service à compter du mois d'avril, le Danielle Casanova dessert l'Algérie tout au long du printemps depuis Marseille mais également Sète où il réalise sa première escale le 3 avril 2025. C'est dans ce cadre que le 20 mai, le navire inaugure les dispositifs de branchement à quai du port installé au niveau du môle Masselin.

## Aménagements
Le Danielle Casanova possède 13 ponts. Les locaux passagers se situent sur les ponts 5 à 10 et ceux de l'équipage occupent une partie des ponts 6, 7 et 8. Les ponts 3 et 4 sont pour leur part consacrés aux garages tandis que les ponts inférieurs abritent notamment l'appareil propulsif.

### Locaux communs
Le Danielle Casanova propose à ses passagers des installations diverses et variées pendant la traversée principalement situées sur les ponts 10 et 11. Le navire possède un bar salon panoramique, une discothèque, une galerie marchande, trois espaces de restauration, une salle de conférences, une piscine, aujourd'hui non utilisée et un salon de 320 fauteuils.
- L'Alhambra : Le vaste bar-salon principal situé au pont 10 à la proue du navire qui offre une vue panoramique sur la mer avec de larges baies vitrées, des divertissements y sont proposés suivant les traversées ;
- Le Cap Canaille  : Le bar-discothèque du navire, aujourd'hui transformé en bar à bonbons pour les enfants, situé au milieu tribord sur pont 10 ;
- Le Girolata : Le restaurant du navire situé au milieu du côté tribord sur le pont 9 ;
- Les Calanques : Le restaurant buffet du navire situé au milieu sur le pont 9, utilisé aujourd'hui comme débarras ;
- Les Arbousiers : Le self-service du navire situé à la poupe du navire sur le pont 9 ;
- La Crique : Un espace de restauration rapide situé à la poupe du navire sur le pont 10, comprend également la piscine extérieure du navire et le bar adjacent ;
- A. Marina : L'espace séminaire situé à la proue du navire au milieu du pont 9, il peut être réservé pour y organiser des réunions ou des meetings ;

En plus de ces installations, le navire est équipé sur le pont 10 d'une galerie marchande comprenant trois boutiques dont une hors-taxes, ouverte uniquement sur les lignes vers le Maghreb. À proximité se trouvait autrefois une salle équipée de bornes d'arcade.

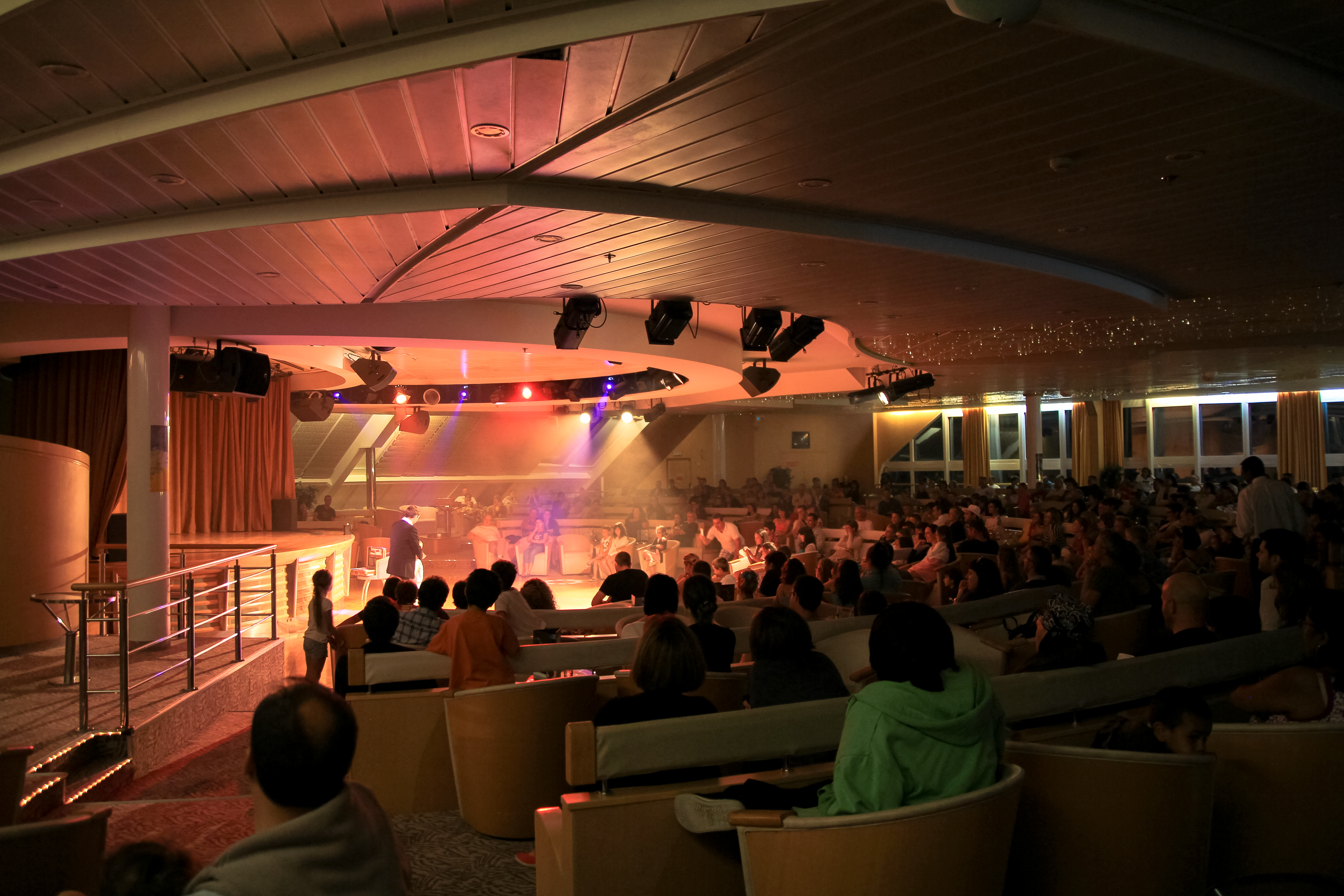
Le bar spectacle l'Alhambra, situé au pont 10.
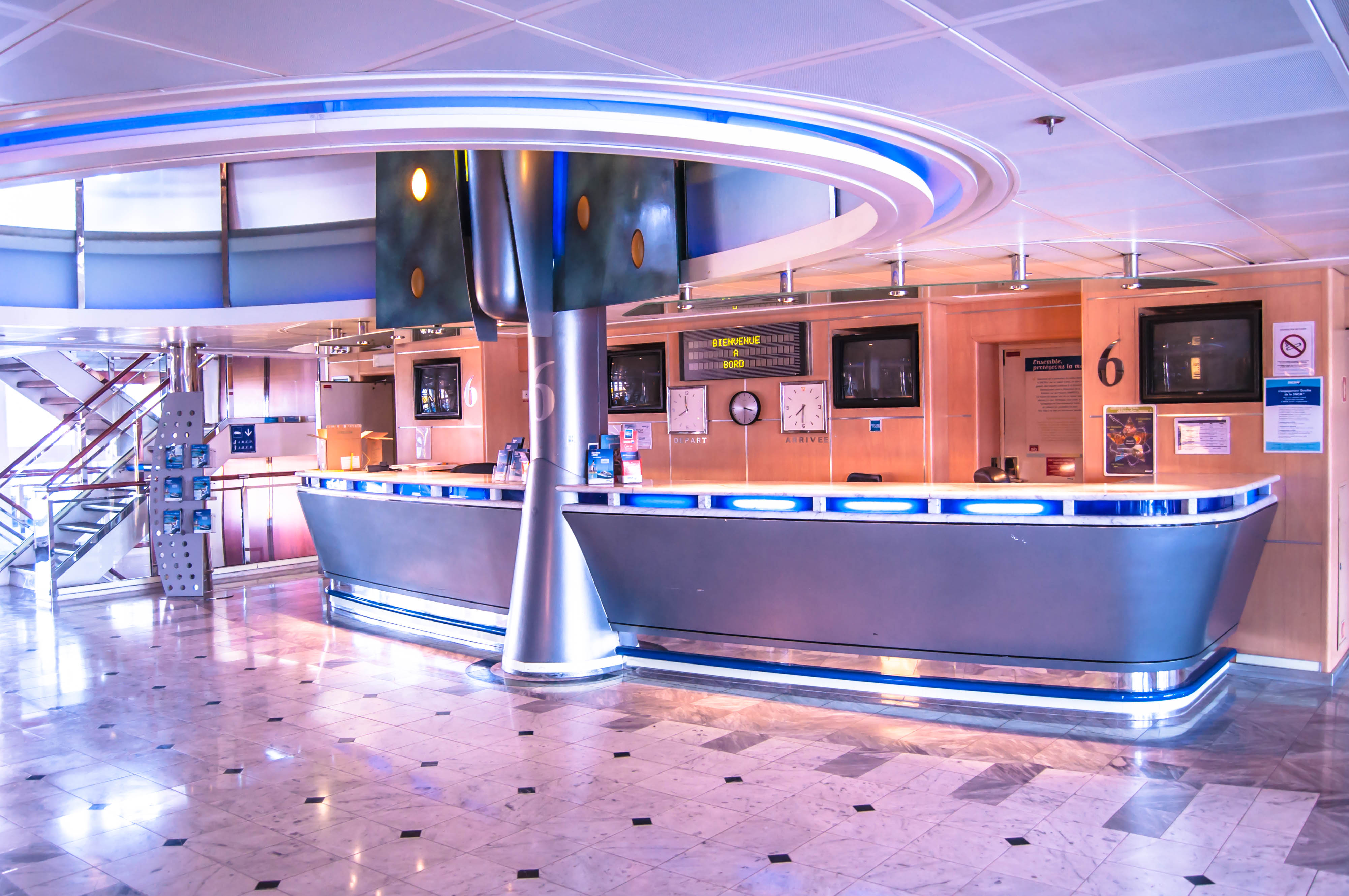
Bureau information sur le pont 6.
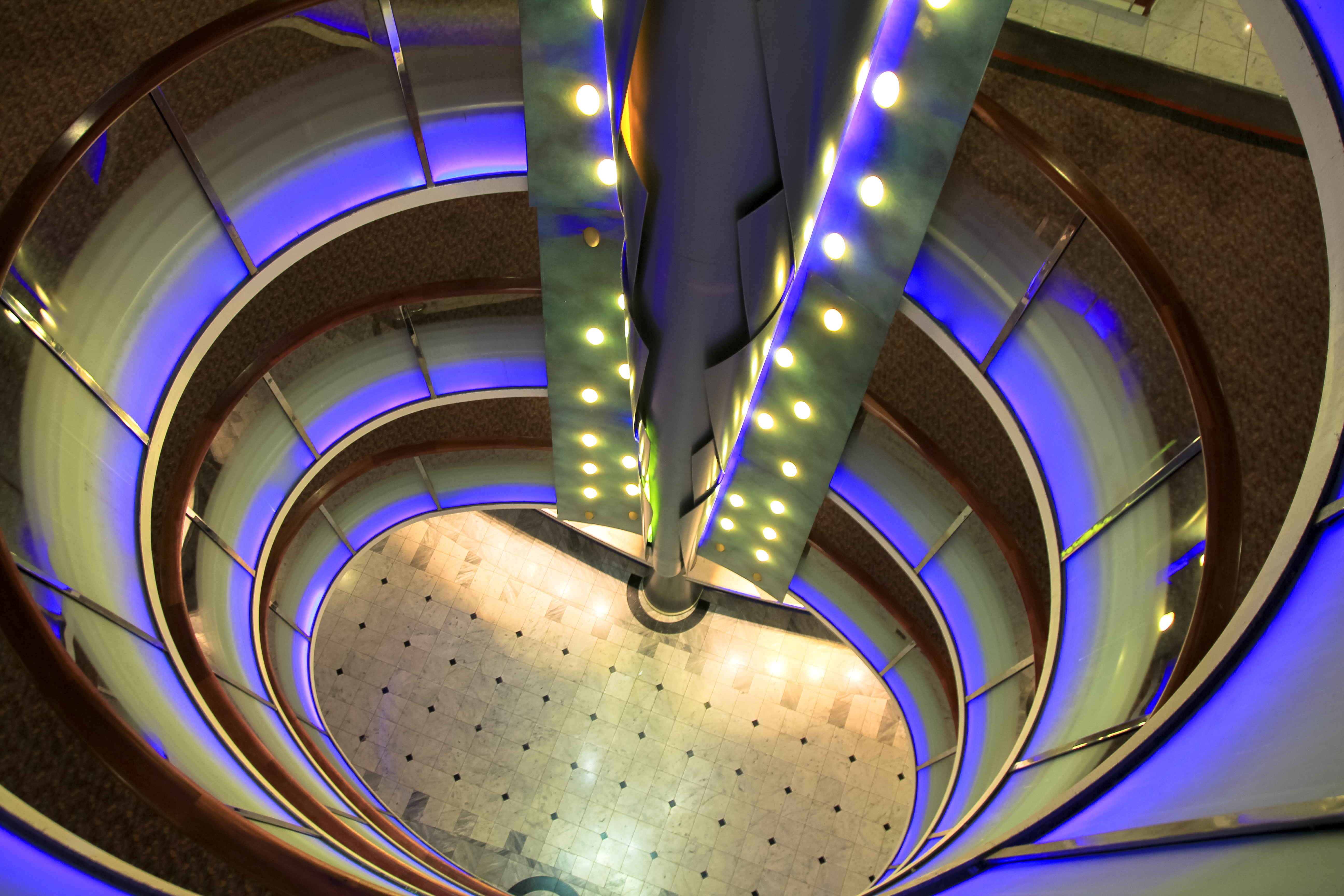
l'atrium couvrant cinq ponts à l'avant du navire.
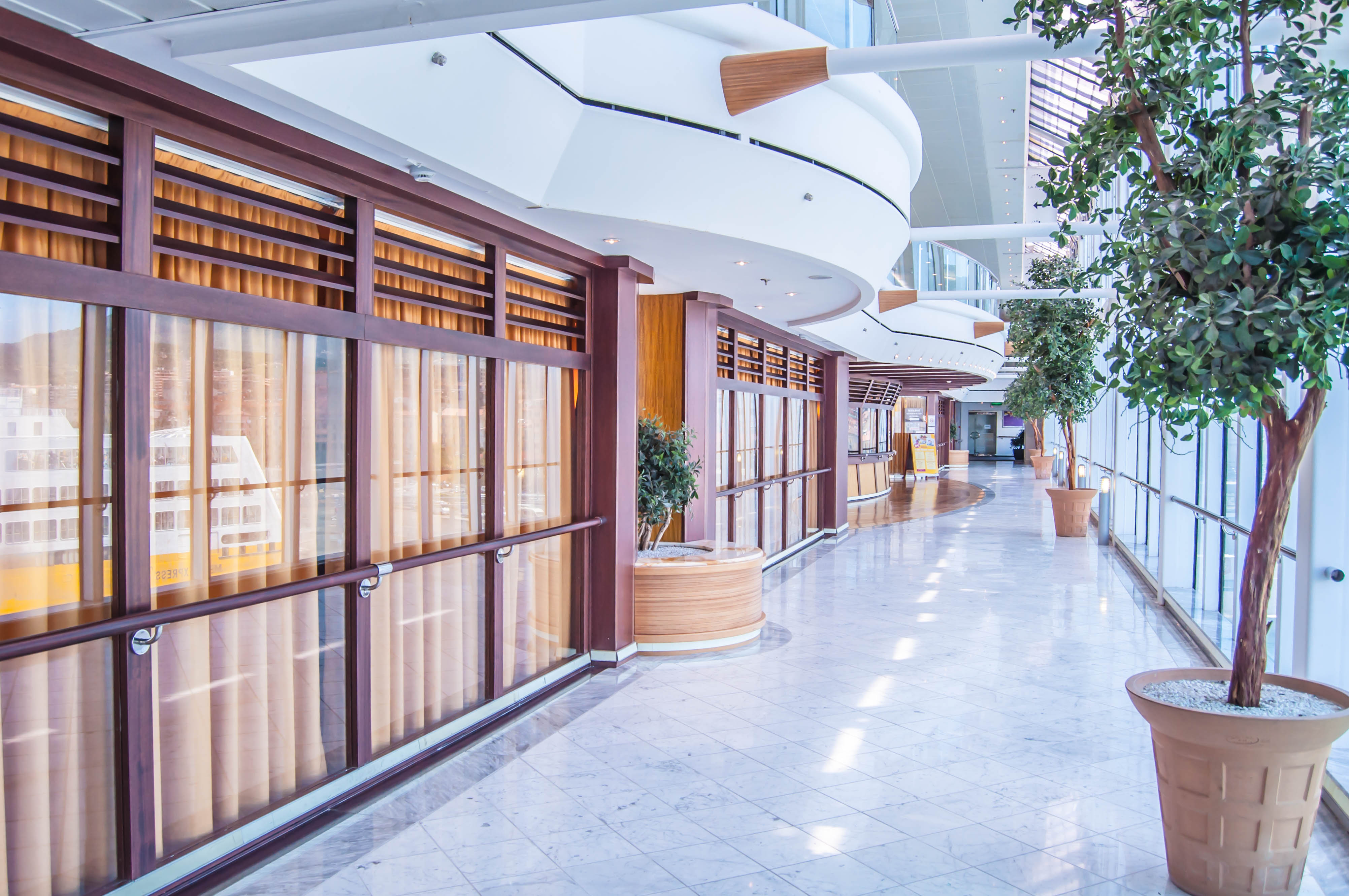
Promenade intérieure surplombée d'une immense baie vitrée.
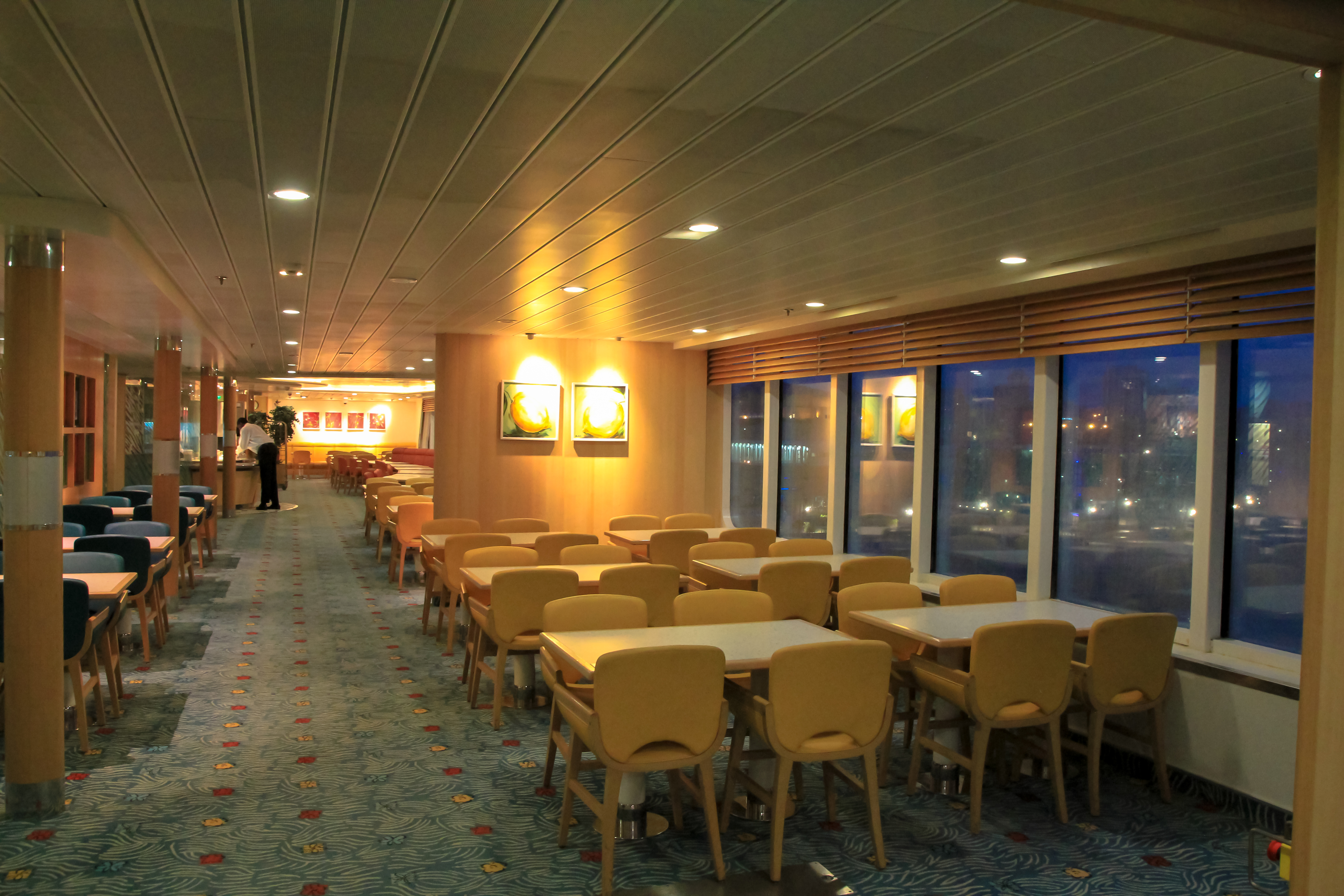
Le self-service les Arbousiers à l'arrière du pont 9.

### Cabines
Le Danielle Casanova possède 470 cabines situées sur les ponts de 5 à 9. 268 d'entre elles situées aux ponts 5, 6, 7 et 8 sont externes et sont pourvues de sanitaires complets ainsi que de la télévision, 107 aux ponts 6, 7 et 8 sont internes et disposent également de sanitaires et 81 du pont 5 sont internes et disposent d'un lavabo. La majorité de ces cabines comportent une à quatre couchettes et une armoire est à la disposition des occupants. Certaines d'entre elles disposent d'un grand lit à deux places. Au pont 9 se trouvent les suites de luxe pouvant loger jusqu'à quatre personnes et séparée en deux pièces : une chambre contenant un grand lit à deux places et un salon équipé de deux couchettes ainsi que de la télévision et des sanitaires. Les cabines et coursives des ponts 5 et 7 sont décorées d'une moquette et de portes vertes, tandis que les cabines et coursives des ponts 6 et 8 sont décorées d'une moquette et de portes rouges, les coursives abritant les suites sont, pour leur part boisées avec une moquette bleue. L'accès aux cabines se fait au moyen d'un digicode inscrit sur la carte d'embarquement du passager, à chaque traversée, ce digicode est modifié. Le navire possède également deux salons fauteuils situés à la poupe au pont 5, le Gibraltar et le Bosphore pouvant accueillir 320 passagers.

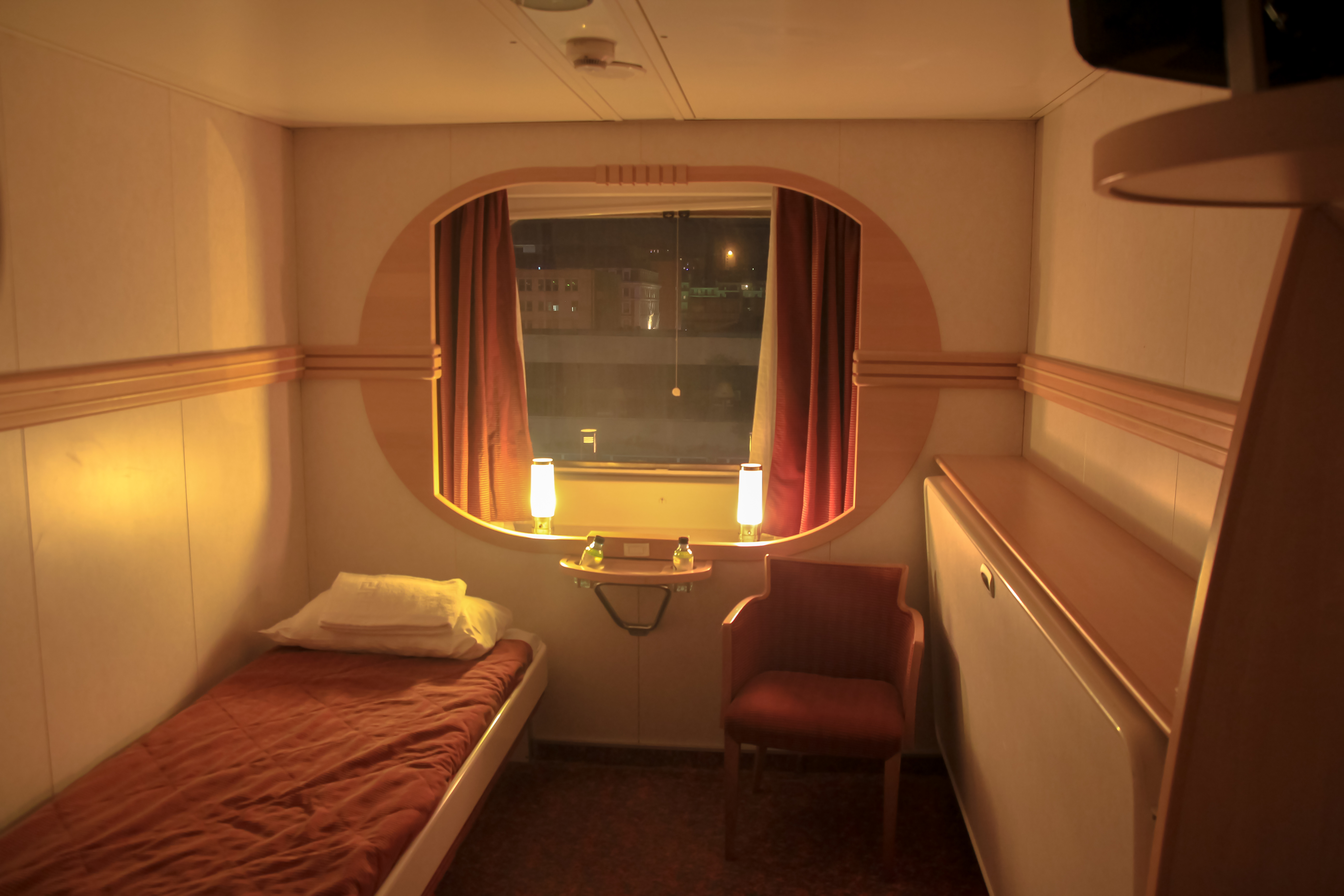
Cabine extérieure standard aménagée pour une personne.
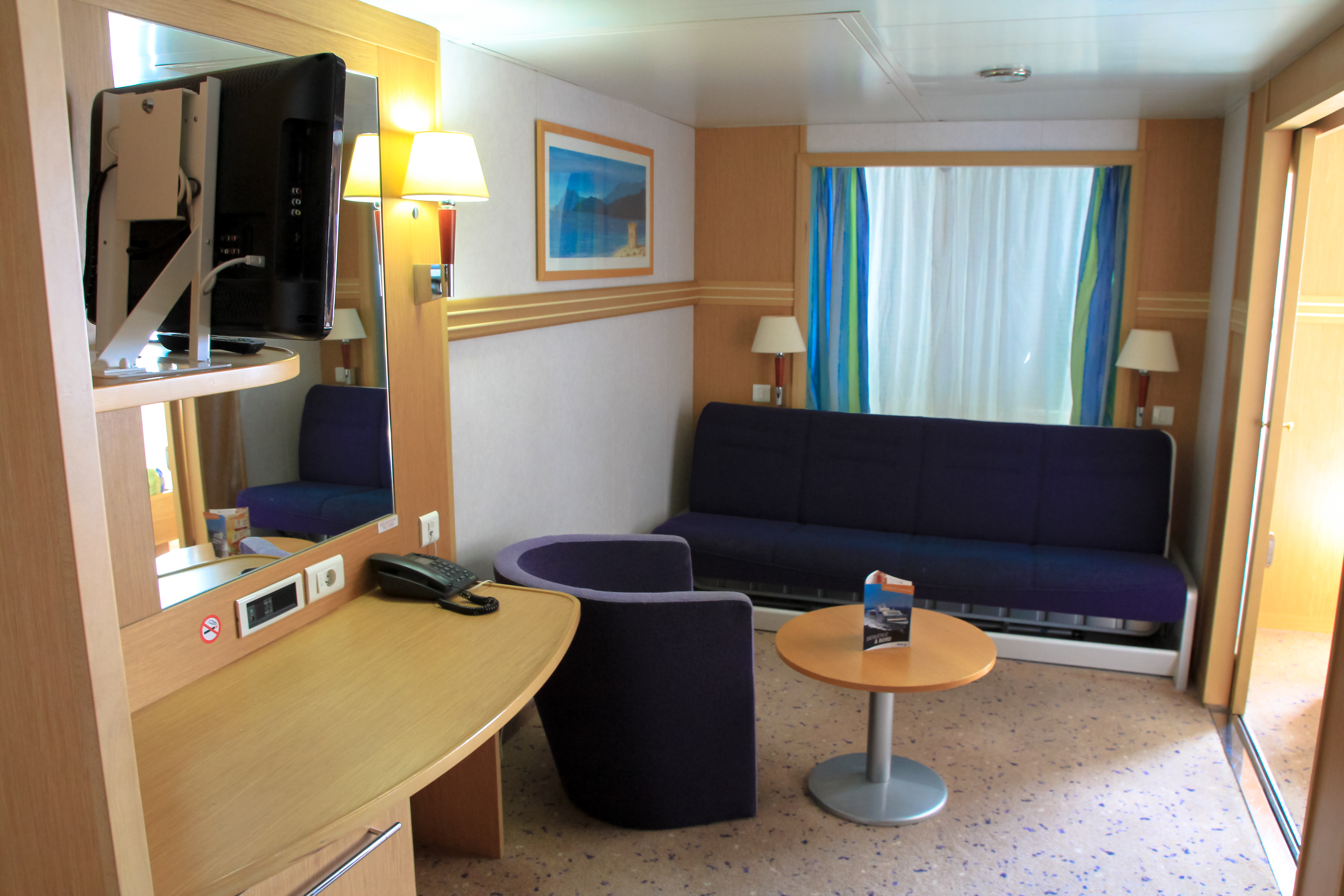
Salon d'une des douze suites du pont 9.
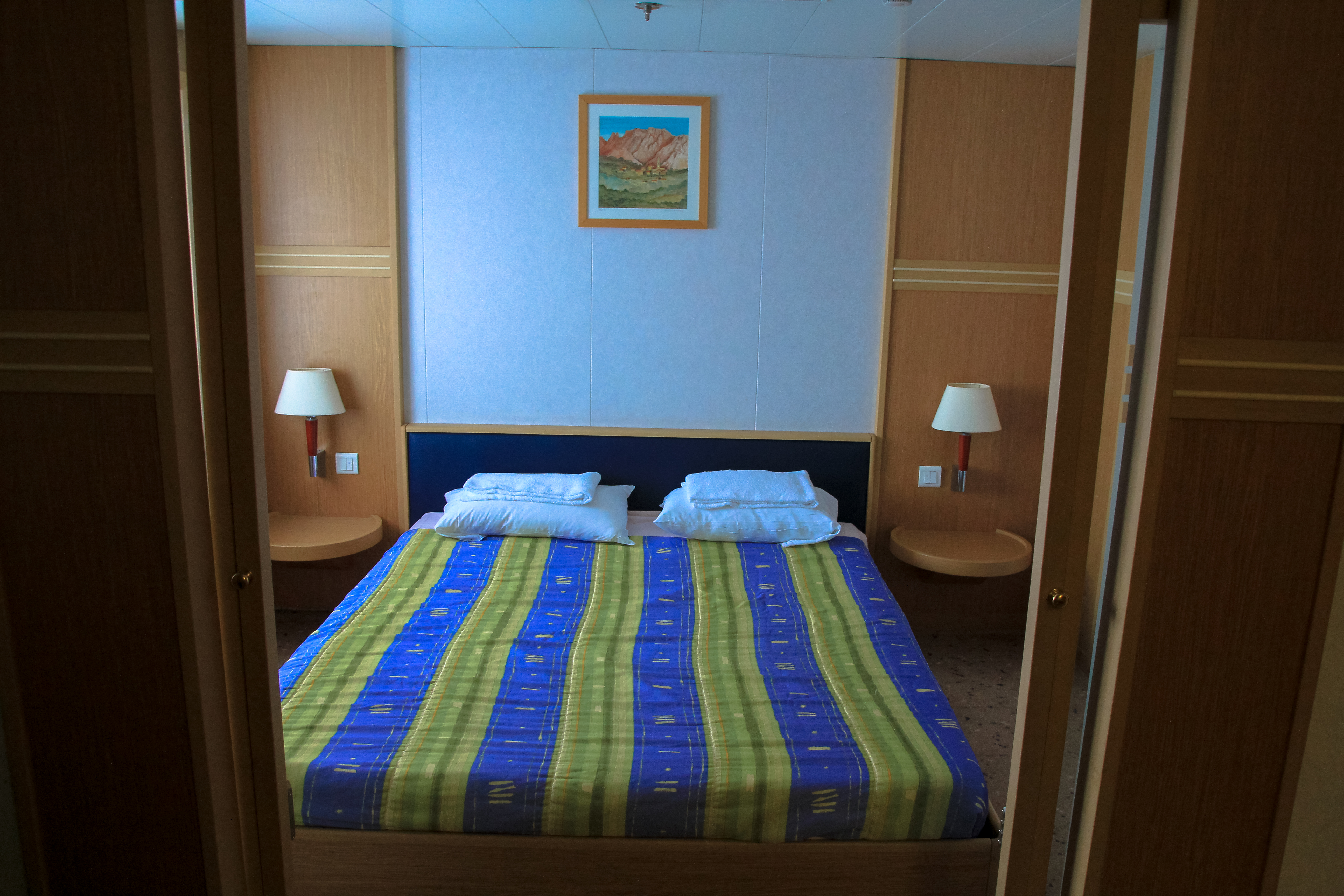
Chambre d'une suite.

## Caractéristiques
Le Danielle Casanova mesure 176 mètres de long pour 30,40 mètres de large, son tirant d'eau est de 6,70 mètres et sa cheminée culmine à 48 mètres. Sa jauge brute est de 41 447 UMS. Le navire peut embarquer 2 400 passagers et possède un garage pouvant contenir 700 véhicules répartis sur deux niveaux et accessible par deux portes-rampes arrières de huit mètres de haut et cinq mètres de large. À l'origine, une porte-rampe de cinq mètres de large et cinq mètres de haut était présente à la proue avant d'être condamnée au cours d'un arrêt technique en décembre 2013 en raison de dysfonctionnements récurrents.. Sa propulsion est assurée par quatre diesel Wärtsilä 9L46C développant une capacité de 37 800 kW entraînant deux hélices à pales orientables de 5 m de diamètre faisant filer le bâtiment à plus de 24 nœuds. Le car-ferry est aussi doté de deux propulseurs d’étrave Lips de 1 600 kW chacun et d'un stabilisateur anti-roulis à deux ailerons repliables. Il est pourvu de six embarcations de sauvetages fermées de grande taille prévues pour l'évacuation de 900 personnes, complétées par deux embarcations semi-rigides ainsi que de nombreux radeaux pneumatiques.

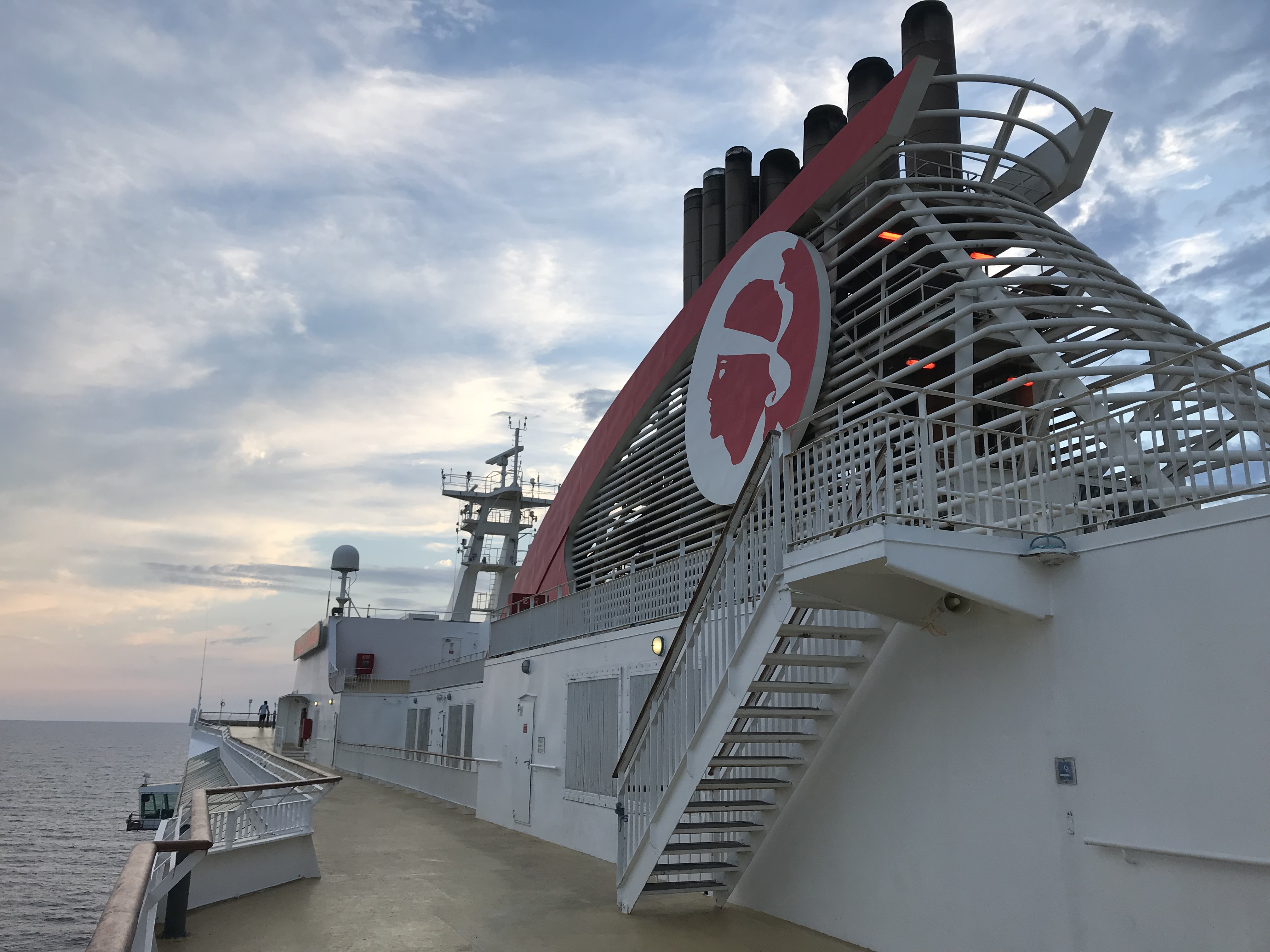
Vue extérieure sur le pont 11.
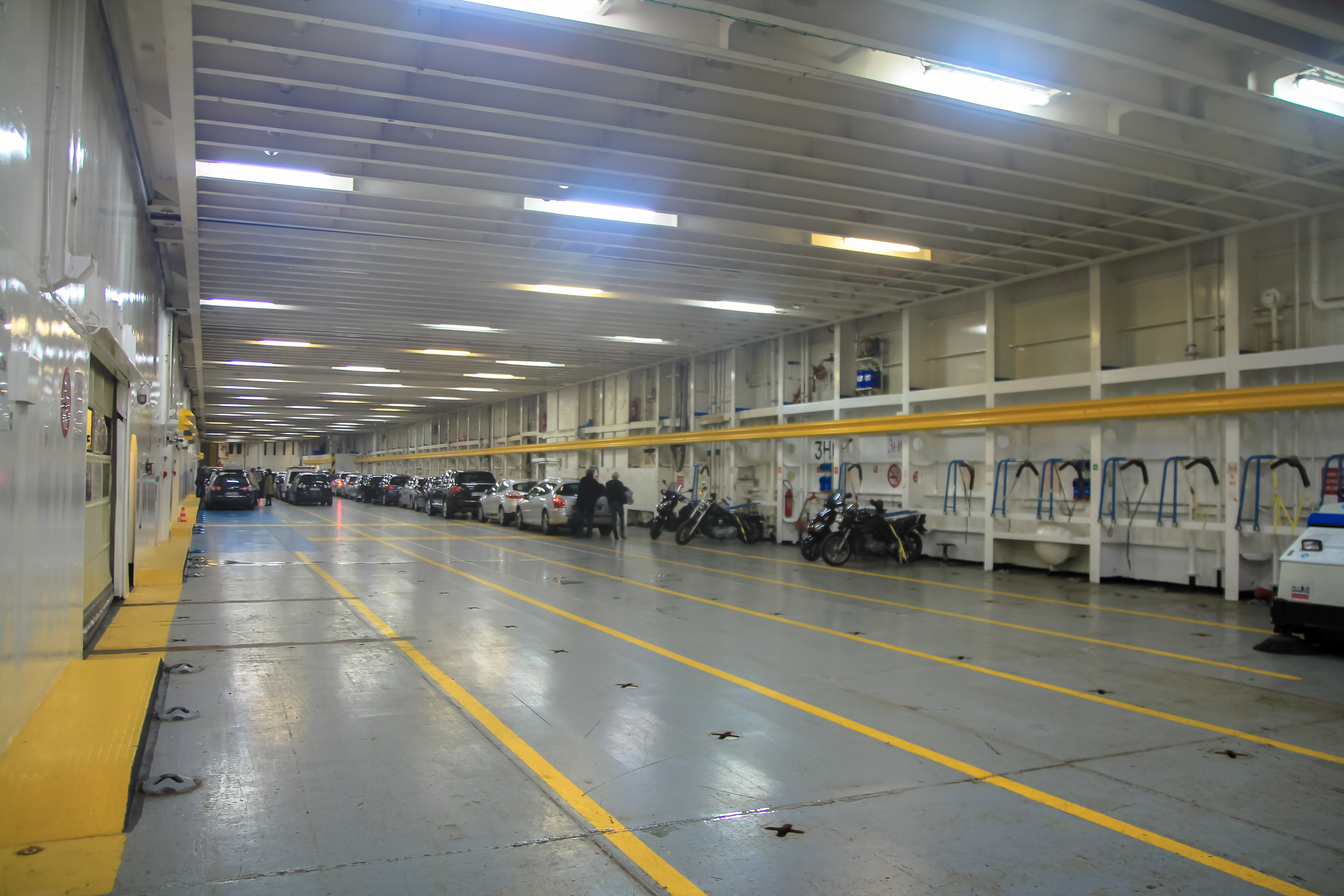
Le garage du Danielle Casanova lui permet d'embarquer à son bord 700 véhicules.

## Lignes desservies

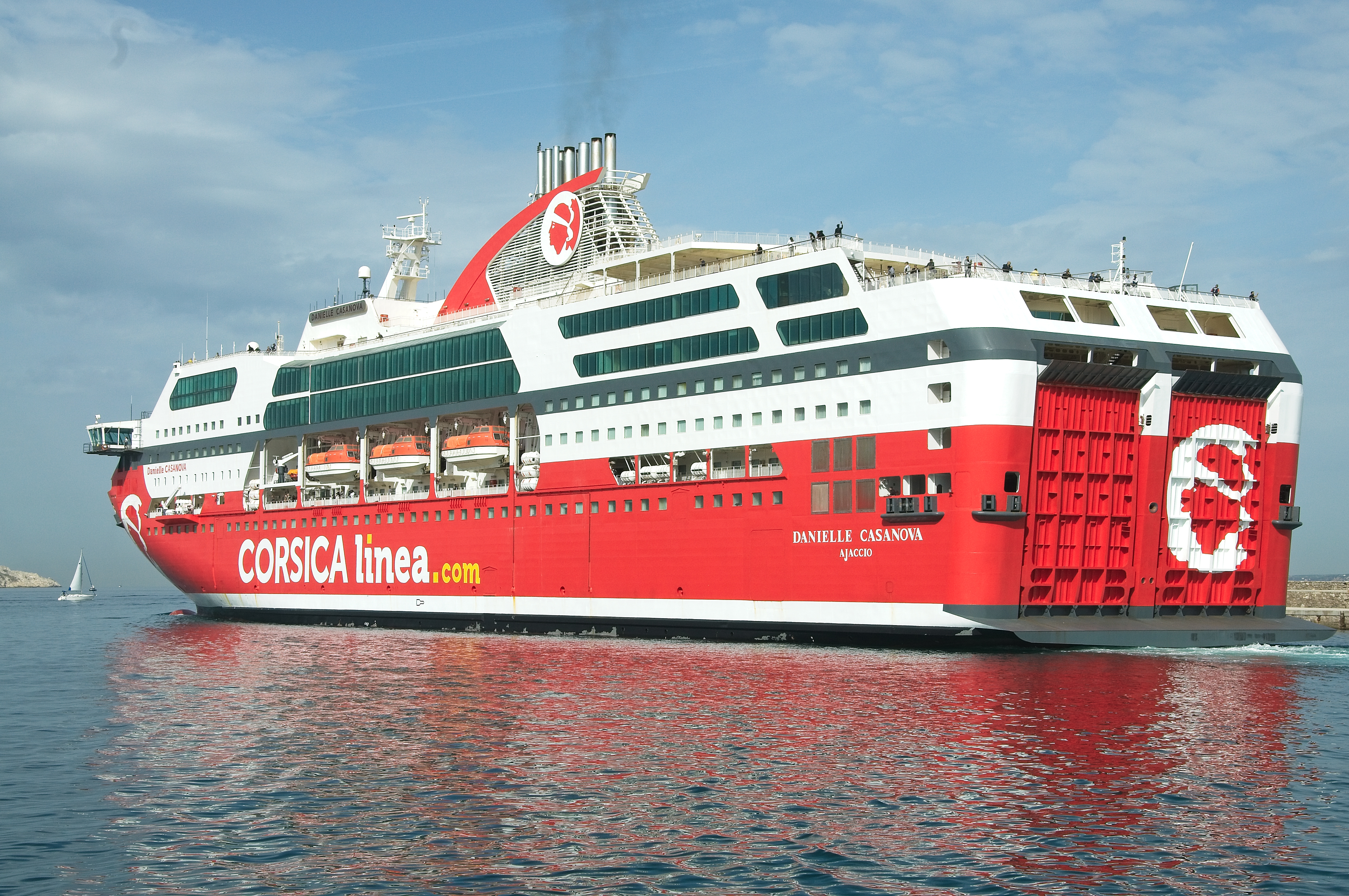
Le Danielle Casanova quittant Marseille en avril 2022.

À sa mise en service, le Danielle Casanova desservait les lignes de la continuité territoriale entre le continent et la Corse, principalement au départ de Marseille ou Toulon à destination de Bastia, d'Ajaccio et de Propriano. Il reliait également Porto Torres en Sardaigne. Le navire était aussi employé sur la desserte de la Tunisie et de l'Algérie, notamment en basse saison. En saison estivale, le navire réalisait des rotations entre Toulon et Tunis les jours de pointe. La SNCM utilisait également le Danielle Casanova pour des mini-croisières vers l'Espagne (Valence, Barcelone, Palma de Majorque) ou l'Italie (Civitavecchia, Naples, Palerme). Le navire a parfois été employé pour des convoyages exceptionnels de véhicules neufs vers la Turquie ou l'Italie. Il a en outre été régulièrement affrété par l’organisateur du Rallye Optic 2000 afin de convoyer les participants vers la Tunisie au départ de Nice ou Toulon. À partir de l'été 2014, le Danielle Casanova va progressivement basculer sur la desserte du Maghreb, tout d'abord à raison d'un voyage par semaine vers Tunis, puis deux durant la saison 2015. Cette année-là, il ne desservira la Corse qu'en fin de semaine en juillet et en août sur les lignes depuis Marseille vers Bastia, Ajaccio et Propriano pendant les périodes de pointe.
Depuis 2016, pour le compte de Corsica Linea, le navire est désormais employé à titre principal sur la ligne Marseille - Tunis entre juin et septembre. Autrefois exploité toute l'année, il desservait habituellement Tunis et Alger durant la basse saison jusqu'au transfert du Jean Nicoli sur les lignes du Maghreb à partir de 2022. À partir du printemps 2025, il seconde le Jean Nicoli sur les lignes d'Algérie durant la moyenne saison et dessert Alger et Béjaïa au départ de Marseille et Sète.
Durant les étés 2017 et 2018, il était aussi positionné sur des traversées supplémentaires vers Ajaccio et Bastia chaque fin de semaine assurées de nuit mais aussi de jour. Bien que la compagnie ne le programme officiellement plus sur la Corse depuis 2019, le Danielle Casanova peut occasionnellement effectuer des traversées vers L'Île-Rousse, Bastia, Ajaccio ou Porto-Vecchio durant les périodes d'avant et d'après saison, le plus souvent pour pallier l'indisponibilité des navires mixtes durant leurs arrêts techniques. Le navire est parfois utilisé pour transporter des véhicules de location vers la Corse ou ailleurs et est aussi régulièrement affrété pour des séminaires ou des évènements.